# Stonehouse (Gloucestershire)
Pour les articles homonymes, voir Stonehouse.
Stonehouse est une zone urbaine anglaise située dans le district de Stroud et le comté du Gloucestershire. En 2001, elle comptait 7600 habitants.
C'est une ville industrielle, abritant de nombreuses usines d'ingénierie et de fabrication de briques. Elle est située à 5 km à l'ouest de Stroud le long de l'A419 et à proximité de l'autoroute M5.